# Geneviève Lemon
Geneviève Lemon (Sydney, 21 aprile 1958) è un'attrice australiana. Attiva in campo teatrale, televisivo e cinematografico, è una frequente collaboratrice di Jane Campion, che l'ha diretta in Sweetie, Lady Insetto, 8, Holy Smoke - Fuoco sacro, Lezioni di piano e Il potere del cane, grazie a cui è stata premiata con un Satellite Award e un AACTA Award.
È tuttavia nota soprattutto come interprete teatrale, in una carriera che abbraccia cinque decenni interfacciandosi sia con opere di prosa che musical, lavorando principalmente con la Sydney Theatre Company. Nel corso della carriera ha recitato nelle produzioni di Stephen Sondheim, George Furth, Robyn Nevin, Gary Young e Allan Scott. Particolarmente apprezzata la sua interpretazione dell'insegnante di danza Mrs Wilkinson nel musical Billy Elliot di Elton John, per cui ha vinto i tre maggiori premi teatrali australiani: il Sidney Theatre Award, l'Helpmann Award e il Green Room Award alla migliore attrice protagonista in un musical.
In televisione Lemon è meglio conosciuta come Zelda Baker in Dottori con le ali (1989), Brenda Riley in Neighbours (1991-1992), Bunny in Top of the Lake - Il mistero del lago (2013) e Hazel Easton in Home and Away (2018).

## Biografia

### 1982-1992: Gli inizi in teatro e in televisione e l'acclamazione conSweetie
Laureatasi presso l'Università del Nuovo Galles del Sud nel 1982, Lemon intraprende lo studio della recitazione nel corso degli studi, entrando a far parte della compagnia teatrale amatoriale The Rocks Players di Leichhardt. Dopo aver preso parte al musical Steaming di Rodney Fisher, la sua carriera professionale iniziò in TV nel 1982 con un ruolo minore nella serie televisiva australiana Sons and Daughters, seguito dal ruolo dell'infermiera Zelda Baker nell'ottava stagione di Dottori con le ali. Tra il 1984 e il 1985 Lemon recitò nel ruolo di Marlene Warren nella serie televisiva australiana Prisoner ricevendo il plauso della critica, vincendo un Penguin Award per il suo ruolo.
Tra il 1985 e il 1988 Lemon si esibì in numerosi musical australiani, lavorando per la Sydney Theatre Company, Hunter Valley Theatre Company e Northside Theatre Company, sotto la direzione artistica di Noel Ferrier, Jon Ewing, Jean-Pierre Mignon e Rodney Fisher. Nel 1989 Lemon fu scritturata come attrice protagonista nel film Sweetie della regista e sceneggiatrice Jane Campion, ruolo le valse una candidatura agli AACTA Award come miglior attrice protagonista, vincendo il premio nella stessa categoria agli AFCA Awards.
Tra il 1991 e il 1992 l'attrice fu scelta per interpretare Brenda Riley nella serie televisiva Neighbours, ottenendo apprezzamenti da parte della critica australiana e internazionale. Negli stessi anni apparve in diverse produzioni teatrali, tra cui Summer Rain di Rodney Fisher, The Venetian Twins di John Bell e The Girl Who Save Everything di Robyn Nevin.

### 1993-2006:Lezioni di Piano,la Sydney Theatre Company ePriscilla, la regina del deserto
Nel 1993, Lemon recitò nuovamente sotto la direzione di Jane Campion nel film premio Oscar Lezioni di piano, co-protagonista con Holly Hunter e Harvey Keitel. Successivamente recitò anche nel film per la televisione australiana Big Ideas e nella miniserie ABC Seven Deadly Sins. Dopo aver recitato nel musical teatrale Brilliant Lies di Aubrey Mellor e And a Nightingale Sang di Rodney Fisher, Lemon tornò al cinema nel film ispirato alla vita di Billie Holiday, Billy's Holiday, nel 1995. Nel 1996 prende parte a produzioni teatrali, tra cui Merrily We Roll Along, sotto la guida di Stephen Sondheim e George Furth.
Nel 1997 Lemon fu ingaggiata per il film Il pozzo di Samantha Lang, recitando con Miranda Otto e Frank Wilson. Nei due anni successivi, apparve in numerose produzioni teatrali, tra cui The Milemonum Project scritto e ideato dalla stessa Lemon con Russell Dykstra. Nel 1999 Jane Campion scelse nuovamente l'attrice per il film Holy Smoke - Fuoco sacro. Dal 1999 al 2005 Lemon divenne parte integrante dei cast delle produzioni della Sydney Theatre Company, apparendo nel musical Piaf di Pam Gems, Morning Sacrifice di Jennifer Flowers, The Republic of Myopia di Jonathan Biggins, e Summer Rain di Robyn Nevin. Nel 2003 Lemon recitò nei film televisivi The Postcard Bandit e Mermaids.
Nel 2006, dopo aver recitato nel film Suburban Mayhem di Paul Goldman, Lemon ha interpretato Shirley nel musical Priscilla, la regina del deserto di Stephan Elliott e Allan Scott, intraprendendo anche un tour tra il 2006 e il 2008 nei maggiori teatri di Australia e Nuova Zelanda. Nel 2008 Lemon ha dato voce alla mamma di Charlotte, alla mamma di Henry e a Madame nel film di animazione Le avventure di Charlotte e Henry.

### 2007-2014:Billy Elliot the Musical, Top of the LakeeThe Dressmaker
Nel 2007 Lemon è stata selezionata per la produzione australiana di Billy Elliot the Musical, scritto da Lee Hall, diretto da Stephen Daldry con musiche di Sir Elton John. Ha interpretato Mrs Wilkinson dal 2007 al 2009, ricevendo recensioni positive dalla critica e vincendo il Sydney Theatre Awards, il Green Room Awards, e l'Helpmann Award per la sua performance. Dal 2010 e 2011 Lemon è stata scritturata per il tour del quinto anniversario del debutto del musical nel Regno Unito.
Nel 2012 Lemon recita in Morte di un commesso viaggiatore, diretto da Trevor Ashley, e Trappola per topi  di Gary Young. Nel 2013 Lemon torna in televisione recitando nel ruolo di Bunny nella mini-serie Top of the Lake - Il mistero del lago di Jane Campion, vincendo l'Equity Ensemble Award come membro del cast. Lo stesso anno recita in The Pirates of Penzance di Dean Bryant alla Hamer Hall di Melbourne.
Nel 2014 Lemon ha interpretato Dotty Otley nella produzione Rumori fuori scena di Jonathan Biggins alla Sydney Opera House, recitando inoltre nella terza stagione della serie televisiva Rake, e per la mini-serie australiana The Secret River. Nel 2015 recita con Kate Winslet, Judy Davis e Liam Hemsworth nell'acclamato film The Dressmaker - Il diavolo è tornato diretto da Jocelyn Moorhouse. Negli anni successivi Lemon ha lavorato nelle produzioni teatrali della Belvoir St Theatre Company e Sydney Theatre Company, tra cui Chi ha paura di Virginia Woolf? diretto da Iain Sinclair.

### 2018-presente:The Power of the Doge televisione
Nel 2018 Lemon interpreta il ruolo della signora Wentworth nel film Ladies in Black di Bruce Beresford, ed ebbe un ruolo ricorrente nella serie televisiva Home and Away. Successivamente prende parte al film Acute Misfortune di Thomas M. Wright.
Nel 2020 fu annunciata la partecipazione di Lemon, Benedict Cumberbatch, Kirsten Dunst e Jesse Plemons nel progetto cinematografico di Jane Campion Il potere del cane (The Power of the Dog).  La performance del cast fu acclamata dalla critica, ricevendo recensioni positive e numerose candidature in diversi premi cinematografici, tra cui Premio Oscar, Golden Globe e BAFTA Awards. Lemon ottiene il suo primo Satellite Award e ricevette una nomination ai Critics' Choice Awards come membro del cast.
Nel 2021 Lemon ha recitato nel ruolo di Fiona Palmer nella serie televisiva australiana Eden e come nella serie acclamata dalla critica The Tourist. Nel novembre 2021 è stato presentato al Sydney Film Festival il film Here Out West, in cui Lemon ha recitato nel ruolo di Nancy. Da marzo ad aprile 2022, Lemon ha recitato nel ruolo della signora Thornhill nell'adattamento teatrale di Intrigo internazionale al Sydney Lyric Theatre.
Nel 2023 torna in televisione recitando in The Appleton Ladies' Potato Race. Nel 2024 recita nella serie televisiva australiana Return To Paradise e nel film commedia Runt.

## Vita privata
È sposata con Colin Wilson dal 1998 e la coppia ha avuto una figlia, Darcey Wilson, nata nel 2001.

## Filmografia parziale

### Cinema
- Sweetie, regia di Jane Campion (1989)
- Lezioni di piano (The Piano), regi di Jane Campion (1993)
- Il pozzo (The Well), regia di Samantha Lang (1997)
- Holy Smoke - Fuoco sacro (Holy Smoke!), regia di Jane Campion (1999)
- Suburban Mayhem, regia di Paul Goldman (2006)
- Chacun son cinéma - A ciascuno il suo cinema (Chacun son cinéma), regia di autori vari (2007)
- 8, regia di autori vari (2008)
- The Dressmaker - Il diavolo è tornato (The Dressmaker), regia di Jocelyn Moorhouse (2015)
- Ladies in Black, regia di Bruce Beresford (2018)
- Acute Misfortune, regia di Thomas M. Wright (2019)
- Il potere del cane (The Power of the Dog), regia di Jane Campion (2021)
- Here Out West, regia di Fadia Abboud (2022)
- Runt, regia di John Sheedy (2024)

### Televisione
- Sons and Daughters – serie TV, 1x134 (1982)
- Prisoner – serie TV, 74 episodi (1984-1985)
- Dottori con le ali (The Flying Doctors) – serie TV, 5x24 (1989)
- Neighbours – serie TV, 41 episodi (1991-1992)
- Seven Deadly Sins – miniserie TV, 7 episodi (1993)
- The Postcard Bandit – serie TV, 41 episodi (2003)
- Mermaids – film TV, 41 episodi (2003)
- Top of the Lake - Il mistero del lago (Top of the Lake) – serie TV, 7 episodi (2013)
- Rake – serie TV, 6 episodi (2014)
- The Secret River – miniserie TV, 2 episodi (2014)
- Home and Away – serie TV, 10 episodi (2018)
- Eden – serie TV, 3 episodi (2021)
- The Tourist – serie TV, 6 episodi (2021)
- The Appleton Ladies' Potato Race – film TV (2023)
- Return To Paradise  – serie TV, (2024)

### Doppiatrice
- Le avventure di Charlotte e Henry – film di animazione (2008)

## Teatro (parziale)
- Il gabbiano di Anton Čechov. Whard Theatre di Sydney (1986)
- Merrily We Roll Along, colonna sonora di Stephen Sondheim, libretto di George Furth. Footbridge Theatre di Sydney (1996)
- Piaf di Pam Gems. Southbank Theatre di Melbourne (2000)
- Vetri rotti di Arthur Miller. Ensemble Theatre di Kirribilli (2003)
- Priscilla, la regina del deserto, colonna sonora di autori vari, libretto di Stephan Elliott e Allan Scott. Lyric Theatre di Sydney (2006), tour australiano (2007)[50]
- Billy Elliot the Musical, colonna sonora di Elton John, libretto di Lee Hall. Capital Theatre di Sydney (2007), Her Majesty's Theatre di Melbourne (2009)
- Billy Elliot the Musical, colonna sonora di Elton John, libretto di Lee Hall. Victoria Palace Theatre di Londra (2010)[51]
- Morte di un commesso viaggiatore di Arthur Miller. Belvoir St Theatre di Sydney (2012)
- Trappola per topi di Agatha Christie. Hamer Hall di Melbourne (2012)[52]
- The Pirates of Penzance di Gilbert e Sullivan. Arts Centre di Melbourne (2013)
- Rumori fuori scena di Michael Frayn. Sydney Opera House di Sydney (2014)
- Chi ha paura di Virginia Woolf? di Edward Albee. Ensemble Theatre di Kirribilli (2017)
- Intrigo internazionale di Alfred Hitchcock. Lyric Theatre di Sydney (2022)

## Riconoscimenti

### Premi televisivi e cinematografici
- AACTA Award
  - 1989 – Candidatura per la miglior attrice protagonista per Sweetie
  - 2006 – Candidatura per la miglior attrice non protagonista per Suburban Mayhem[53]
- AFCTA Award
  - 1990 – Miglior attrice per Sweetie[54]
- Critics' Choice Awards
  - 2022 – Candidatura per il miglior cast corale per Il potere del cane[55]
- Equity Ensemble Awards
  - 2014 – Miglior cast in una mini-serie per Top of the Lake - Il mistero del lago[56]
- New York Film Critics Online
  - 2022 – Miglior cast per Il potere del cane[57]
- Satellite Award
  - 2022 – Miglior cast per Il potere del cane[58]
- Women Film Critics Circle
  - 2015 – Candidatura per il miglior cast per The Dressmaker - Il diavolo è tornato[59]

### Premi teatrali
- Green Room Awards
  - 1982 – Candidatura alla miglior attrice non protagonista per Steaming[60]
  - 2008 – Miglior attrice protagonista per Billy Elliot the Musical[7]
- Helpmann Award
  - 2008 – Miglior attrice in un musical per Billy Elliot the Musical[6]
- Sydney Theatre Awards
  - 2007 – Miglior attrice in un musical per Billy Elliot the Musical[5]

## Doppiatrici italiane
- Silvia Tortarola ne Il potere del cane